# Örsö
Örsö es una isla situada en la parte central del archipiélago de Estocolmo en Suecia.
La isla está situada al sur de Ljusterö y el norte de Värmdö. Es vecina de la popular isla de Grinda. Está habitada durante todas las temporadas del año. Su superficie terrestre alcanza los 1,2 kilómetros cuadrados. En la isla el punto más alto alcanza los 42 metros.